# Dostal
Dostal je priimek v Sloveniji, ki ga je po podatkih Statističnega urada Republike Slovenije na dan 1. januarja 2020 uporabljalo 29 oseb in je med vsemi priimki po pogostosti uporabe uvrščen na 10.285. mesto. Največ oseb s tem priimkom živi v Osrednjeslovenski statistični regiji.

## Znani slovenski nosilci priimka
- Josip Dostal (1872–1954), rimskokatoliški duhovnik, umetnostni zgodovinar in publicist
- Leo Dostal (1878–neznano), metalurg
- Rudolf Dostal (1883–1958), učitelj in publicist

## Znani tuji nosilci priimka
- Nico Dostal (1895–1981), avstrijski skladatelj
- Pavel Dostal (1943–2005), češki dramatik, režiser in politik